# Wiay

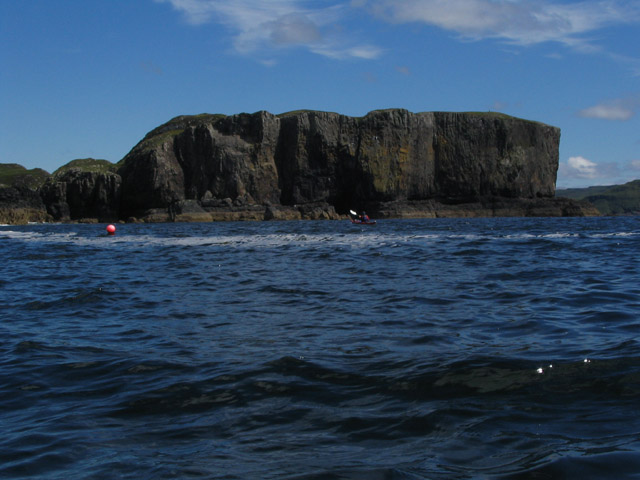
Wiay

Wiay (schottisch-gälisch: Bhuia oder Fùidheigh, aus dem Altnorwegischen, deutsch: „Hausinsel“ ) ist eine Insel im Südwesten der Inneren Hebriden in Schottland. Sie liegt circa 1,4 Kilometer westlich von Skye auf der Höhe des Ortes Ullinish und östlich der Insel Oronsay vor den Meeresbuchten Loch Bracadale und Loch Harport. Wiay ist 1,49 km² groß und somit die größte Insel in der Bucht. Die höchste Erhebung beträgt 60 Meter.
Die Küste Wiays besteht vor allem aus steilen Felsen, im Süden befinden sich überhängende Klippen. Nur in der Bucht Camas na Cille kann man an Land gehen. Bis zur Mitte des 19. Jahrhunderts war Wiay besiedelt. Heute sind in Camas na Cille noch drei zerfallene Häuser zu sehen, eines davon wurde in der traditionellen Art der black houses errichtet.
Auf der Insel befinden sich zwei große Silbermöwen-Kolonien (Larus argentatus).

## Sonstiges
- Eine unbewohnte Insel in der Nähe von Benbecula in den Äußeren Hebriden heißt ebenfalls Wiay.